# Stegen (Dieterskirchen)
Stegen ist ein Ortsteil der Gemeinde Dieterskirchen im Oberpfälzer Landkreis Schwandorf (Bayern).

## Geographische Lage
Stegen befindet sich ungefähr 1,5 Kilometer südlich von Dieterskirchen am Ufer der Ascha.

## Geschichte

### Anfänge bis 18. Jahrhundert
In Stegen wird 1387 ein Eisenhammer der Oberpfälzer Hammereinigung genannt („Chvnrad Fraisleich und Rüger Hans mit dem hamer zu Stegen“).
Aus dem Jahr 1581 existiert eine Eingabe an das Landgericht Neunburg vorm Wald der Untertanen, darunter der Müller von Stegen, gegen ihren Hofmarksherrn Johann Bernhard Freiherrn von Stauf der sich durch verschiedene Vorschriften Vorteile auf Kosten seiner Untertanen zu verschaffen suchte.
Im Visitationsprotokoll von 1582 wurde Stegen als Teil der Pfarrei Dieterskirchen aufgeführt.
1631 gehörte Stegen zur Hofmark Dieterskirchen und hatte einen Hof, ein Häusel, eine Mühle, einen Inwohner und 8 Rinder; 1661 hatte es einen Hof, der noch öde lag, ein Häusel, eine Mühle, 13 Rinder und ein Schwein.

### 19. Jahrhundert bis Gegenwart
Entsprechend einer Verordnung von 1808 wurde das Landgericht Neunburg vorm Wald in 55 Steuerdistrikte unterteilt. Dabei bildete Dieterskirchen mit den Ortschaften Bach, Dieterskirchen, Kolmhof, Pottenhof, Pottenhofermühle, Saggau, Silbermühle, Stegen und Weichelau einen Steuerdistrikt.
Stegen hatte zu dieser Zeit vier Anwesen, 30 Einwohner, einen Müller.
1820 wurden Ruralgemeinden gebildet. Dabei entstand die Ruralgemeinde Prackendorf, die aus der Ortschaft Prackendorf mit 31 Familien und der Ortschaft Stegen mit 4 Familien bestand.
Für die zunächst weiter bestehenden Patrimonialgerichte wurden im Organischen Edikt über die Patrimonialgerichtsbarkeit Vorschriften erlassen, die darauf zielten, nur noch größere und zusammenhängende Territorien zuzulassen. Daneben wurde jede Gelegenheit wahrgenommen, Patrimonialgerichte aufzulösen und die Gerichtsbarkeit an die Landgerichte einzuziehen.
Stegen gehörte mit fünf Familien zu Beginn des 19. Jahrhunderts zum Patrimonialgericht I. Klasse Dietrichskirchen, das Anton Freiherr von Horneck innehatte. 
1848 wurden schließlich die feudalen Privilegien abgeschafft und die Patrimonialgerichte aufgelöst. Die Gerichtsbarkeit und die Polizeigewalt ging damit endgültig und vollständig an den Staat über.
Zum Stichtag 23. März 1913 (Osterfest) wurde Stegen als Teil der Pfarrei Dieterskirchen mit 5 Häusern und 36 Einwohnern aufgeführt.
Stegen war 1964 Ortsteil der selbständigen Gemeinde Prackendorf. Als die Gemeinde Prackendorf 1975 aufgelöst wurde, gelangte Stegen zur Gemeinde Dieterskirchen.
Am 31. Dezember 1990 hatte Stegen 11 Einwohner und gehörte zur Pfarrei Dieterskirchen.